# Ośno (województwo dolnośląskie)
Ośno (niem. Krausenau) – wieś w Polsce położona w województwie dolnośląskim, w powiecie strzelińskim, w gminie Wiązów.

## Podział administracyjny
W latach 1975–1998 miejscowość położona była w województwie wrocławskim.